# Сергеј Алејников
Сергеј Алејников (7. новембар 1961) бивши је белоруски фудбалер.

## Каријера
Током каријере играо је за Динамо Минск, Јувентус, Лече и многе друге клубове.

## Репрезентација
За репрезентацију Совјетског Савеза дебитовао је 1984. године, наступао и на Светском првенству 1986. и 1990. године.

## Статистика
| Совјетски Савез | Совјетски Савез | Совјетски Савез |
| Год.            | Ута.            | Гол.            |
| --------------- | --------------- | --------------- |
| 1984            | 6               | 0               |
| 1985            | 14              | 1               |
| 1986            | 10              | 1               |
| 1987            | 8               | 1               |
| 1988            | 15              | 2               |
| 1989            | 7               | 0               |
| 1990            | 5               | 0               |
| 1991            | 8               | 1               |
| 1992            | 4               | 0               |
| Укупно          | 77              | 6               |
| Белорусија      |                 |                 |
| Год.            | Ута.            | Гол.            |
| 1992            | 1               | 0               |
| 1993            | 2               | 0               |
| 1994            | 1               | 0               |
| Укупно          | 4               | 0               |